# Nicolas Gob
Pour les articles homonymes, voir Gob (homonymie).
Nicolas Gob est un acteur belge, né le 29 octobre 1982 à Bruxelles.

## Biographie

### Jeunesse et formation
Nicolas Gob naît le 29 octobre 1982 à Bruxelles. Jusqu'à l'âge de 15 ans, il tente de devenir joueur de tennis professionnel puis, sur les conseils de sa mère, il s'oriente vers le théâtre.
À 17 ans, il se présente à l'examen d'entrée de l'école de théâtre Parallax à Bruxelles et y est admis,.

### Carrière
Dans les années 2000, Nicolas Gob commence sa carrière dans bon nombre de petits rôles avant d’obtenir son premier « premier rôle » en 2004 dans Procès de famille réalisé par Alain Tasma.
En 2005 il décroche le rôle de Jacques Lavandier dans le téléfilm de Christian Faure Un amour à taire aux côtés de Jérémie Renier. Il joue le rôle d’un homme qui, par jalousie, dénonce son frère à la Gestapo. Grâce à ces deux rôles, il décroche deux fois le prix du jeune espoir masculin au Festival des créations télévisuelles de Luchon, en 2004 et en 2005. Ce même festival le récompensera une troisième fois (cette fois ci comme meilleur acteur) trois ans plus tard pour Sa raison d'être, un rôle aux côtés de Michaël Cohen pour lequel il a dû perdre 15 kilos.
Il décroche ensuite des rôles dans plusieurs séries. Sur M6, il joue dans Les Bleus, premiers pas dans la police diffusée entre 2006 et 2010. Il y incarne Kevin Laporte, un jeune policier homosexuel, dans une brigade composée notamment de Raphaël Lenglet, Mhamed Arezki, Clémentine Célarié et Élodie Yung. 
De 2009 à 2016, il tient le rôle de Jean Marchetti, flic des RG sans scrupules, dans Un village français. Il incarne également des personnages récurrents et principaux dans plusieurs séries télévisées telles que Merci, les enfants vont bien, Chefs
 ou L'Art du crime. 
Il participe également à de nombreux téléfilms et plusieurs longs métrages pour le cinéma.

## Filmographie

### Cinéma

#### Longs métrages
- 2003 : Des plumes dans la tête de Thomas de Thier
- 2004 : Hotdogs de Fred Brival
- 2006 : Mes copines de Sylvie Ayme : Pierre
- 2006 : Tempête en haute mer (Windkracht 10 : Koksijde Rescue) de Hans Herbots : le marin Tigris
- 2007 : Home Sweet Home de Didier Le Pêcheur : Edwin
- 2009 : La Cicatrice de Benjamin Viré
- 2009 : Noir Océan de Marion Hänsel : Mayer
- 2010 : Cannibal de Benjamin Viré : Max
- 2010 : Camping 2 de Fabien Onteniente : le policier au péage
- 2011 : Zone de Benjamin Viré
- 2014 : La Belle et la Bête de Christophe Gans
- 2014 : Une histoire banale d'Audrey Estrougo : Fabrice, le dragueur du parc
- 2016 : Cézanne et moi de Danièle Thompson : Édouard Manet
- 2016 : La Taularde d'Audrey Estrougo : Marcus, le coach
- 2019 : Les Crevettes pailletées de Cédric Le Gallo et Maxime Govare : Matthias Le Goff
- 2022 : La Revanche des Crevettes pailletées de Cédric Le Gallo et Maxime Govare : Matthias Le Goff

#### Courts métrages
- Séance du soir de N. Benzekri
- Les Empailles ou l'ami de Fred de D. Nollet
- La Crise de M. Donk
- La Boîte à musique de Fred Brival
- Waterloo de Benjamin Viré
- Si gentil de Christophe De Groef et Christian Mahieu : Alex
- L'Homme aux pieds enflés de Guillaume Grélardon
- Le Nouveau de Myriam Wallaert

### Télévision

#### Téléfilms
- 2002 : Un paradis pour deux de Pierre Sisser
- 2003 : La vie comme elle vient d'Edwin Baily : le maître-nageur
- 2003 : Mon vrai père de Dominique Ladoge  : Olivier
- 2004 : À cran, deux ans après d'Alain Tasma : Julien
- 2004 : Un fils sans histoire de Daniel Vigne : Sasha
- 2004 : Procès de famille d'Alain Tasma : Lucas Danjou
- 2005 : Trois femmes… un soir d'été de Sébastien Grall : Jeff Montaigne
- 2005 : Un amour à taire de Christian Faure : Jacques Lavandier
- 2008 : Sa raison d'être de Renaud Bertrand : Bruno Maubranche
- 2012 : Mortel Été de Denis Malleval : Erik
- 2013 : Les Dames, épisode Dame de trèfle réalisé par Philippe Venault : Jean-René Montereau
- 2013 : La Balade de Lucie de Sandrine Ray : Bruno
- 2015 : La Promesse du feu de Christian Faure : Damien Le Guen
- 2016 : La Loi de Simon de Didier Le Pêcheur : Philippe Moreau
- 2017 : Quand je serai grande je te tuerai de Jean-Christophe Delpias : Marc Guerin
- 2018 : Sous la peau de Didier Le Pêcheur : Vidal
- 2018 : La Promesse de l'eau de Christian Faure : Damien Le Guen
- 2019 : Le Pont des oubliés de Thierry Binisti : Fred Roos
- 2019 : Meurtres à Belle-Île de Marwan Abdallah : Thomas Keller
- 2022 : De miel et de sang de Lou Jeunet : Fred Carel
- 2022 : Meurtres sur la Côte fleurie de Gabriel Aghion : Clément Royan
- 2023 : La Fille de l'assassin de Carole Kornmann : Patrick
- 2024 : Le Combat d'Alice de Thierry Binisti : Joscelin

#### Séries télévisées
- 2001 : Les Monos : le sosie de Victor (épisode Force 2)
- 2003 : Le Proc : Sylvain Cheminal (épisode pilote)
- 2006 : Élodie Bradford : Éric (épisode Intouchables)
- 2006-2010 : Les Bleus, premiers pas dans la police : Kevin Laporte (saisons 1 à 4)
- 2007 : Ondes de choc : Jérôme Lecoq (mini-série)
- 2007-2008 : Merci, les enfants vont bien  : Benjamin (saisons 2 à 4)
- 2009-2016 : Un village français : Jean Marchetti (saison 1 à 7)
- 2010 : Affaires étrangères : Fabien Escard (épisode Maroc)
- 2014 : La Loi de Barbara : Philippe Sambin (épisode Parole contre parole)
- 2014-2016 : Chefs : Yann
- 2014 : Nina  : Tomer (épisode Bleus au cœur)
- 2015 : Le Sang de la vigne : Arthur (épisode Ne tirez pas sur le caviste)
- 2015 : Candice Renoir  : Fred (saison 3, épisode Il faut laver son linge sale en famille)
- depuis 2017 : L'Art du crime : capitaine Antoine Verlay
- 2018 : Le Chalet : Sébastien Genesta (mini-série)
- 2022 : Le Meilleur d'entre nous : Achille Salvi (mini-série)
- 2022 : Le Trou : Nico (mini-série)[7]
- 2024 : Rivière-Perdue : capitaine Victor Ferrer
- 2024 : Les chroniques du charbon : la fée Belek (saison 2)
- 2025 : Ma mère est une espionne de Léo Karmann
- 2025 : La Vallée en danger d'Elsa Bennett : Rodolphe Durand
- 2026 : Marie-Line, incognito d'Arnauld Mercadier : Bruno

## Distinctions
- Festival TV de Luchon 2004 : prix du jeune espoir pour Procès de famille
- Festival TV de Luchon 2005 : prix du jeune espoir pour Un amour à taire
- Festival TV de Luchon 2008 : prix d'interprétation masculine pour Sa raison d'être